# Baggara

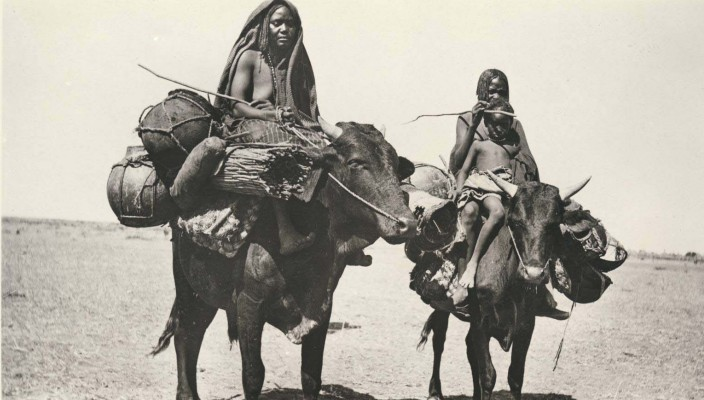
Baggaravrouwen rijdend op ossen in Kordofan

De Baggara is een nomadisch bedoeïenen volk, dat in Darfoer en Kordofan, twee regio's van Soedan, en in Tsjaad leeft. In Tsjaad worden ze ook wel de Shuwa of Diffa-Arabieren genoemd. Het zijn Arabisch sprekende moslims met meer dan 1 miljoen leden, die afstammen van de Arabieren die zich in de 13e eeuw hier vestigden. De Baggara zijn ook gemengd met andere volken, waarbij aangetoond is via DNA-onderzoek dat ze overeenkomsten vertonen met de Qahtaniet-stam, net als andere stammen in de Saharawoestijn.
Het woord Baggara betekent "veeherders". Met de seizoenen, trekken ze met hun vee naar de graslanden in de natte periode en naar de oevers van de rivieren in de droge periode. De nomadische leefwijze leidt al geruime tijd tot conflicten met de Afrikaanse landbouwers in de regio over water en weidegebieden. Dit conflict is geëscaleerd tot het Darfoer-conflict dat tot uitbarsting kwam in 2003.